# Strongbow Cider

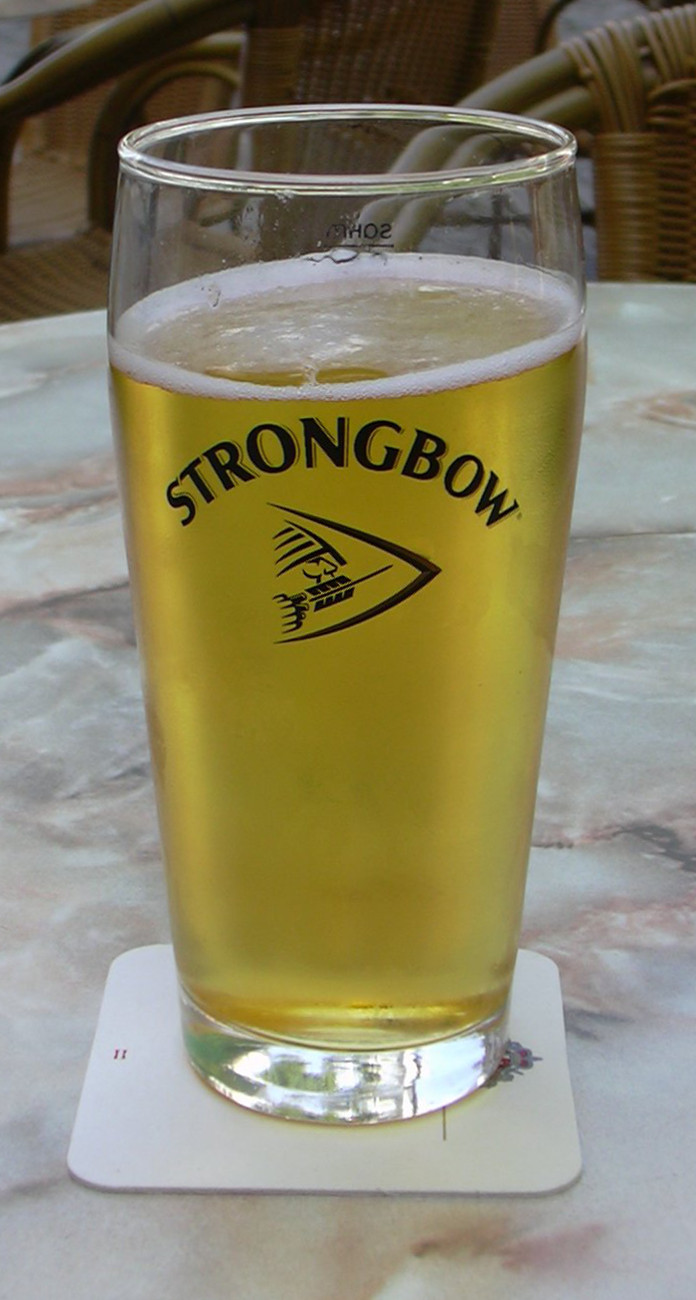
„Pint of Cider“ der Marke Strongbow

Strongbow ist eine Cidermarke aus England, die mittlerweile weltweit verkauft wird.
Strongbow wird von Bulmers in Hereford produziert. Bulmers selbst ist Eigentum der Brauerei Scottish & Newcastle, die seit 2008 wiederum Heineken gehört – mit Ausnahme der Niederlassungen in Australien und Neuseeland, die an die Foster’s Group verkauft wurden. 
„Strongbow“ ist ein etwas trockener Cider, anders als sein zuckerhaltigerer Bruder „Woodpecker“. Abgefüllter „Strongbow“ enthält ca. 5,3 % Alkohol.

## Variationen
2005 wurde neben dem Original auch eine Variation unter dem Namen „Strongbow Sirrus“ auf den Markt gebracht, die stark dem Cider „Bulmers Original Irish Cider“ des Konkurrenten Magners ähnelt.
Eine weitere Variation ist „Strongbow Black“, der mit einem Alkoholgehalt von 7,5 % Vol. als „Strong Dry Cider“ bezeichnet und seit Oktober 2011 wegen des relativ hohen Alkoholgehalts nicht mehr von Heineken vertrieben wird. Strongbow "Red Berries", aromatisiert und gefärbt mit roten Beeren, hat einen Alkoholgehalt von 4,5 % Vol.

## Etymologie
Der Name „Strongbow“ geht auf Richard de Clare, 2. Earl of Pembroke zurück, einem normannischen Adligen in England, der 1169 nach Irland übersetzte und Teile der Insel dank seiner Bogenschützen eroberte.
Der „Strongbow“ hat sich auch weiter im Logo der Firma Strongbow erhalten, das seit den 1960er Jahren den sogenannten „thudding arrow“ darstellt.
Inzwischen wurde das Logo durch eine moderne Variante ersetzt, welches dem olympischen Symbol für das Bogenschießen ähnelt.